# Michael Venus
Michael Venus (* 16. Oktober 1987 in Auckland) ist ein neuseeländischer Tennisspieler.

## Karriere
Michael Venus gewann bislang drei Einzel- und elf Doppeltitel auf der Future Tour. Auf der Challenger Tour gewann er bis jetzt sieben Doppelturniere. Zum 15. Juli 2013 durchbrach er erstmals die Top 200 der Weltrangliste im Doppel. Am 23. Mai 2015 gewann er gemeinsam mit Mate Pavić das Doppel der Open de Nice Côte d’Azur 2015 und damit sein erstes Turnier auf der ATP World Tour. 2016 gewannen die beiden zu Saisonbeginn die Turniere in Auckland und Montpellier, sowie im Juni das Turnier in ’s-Hertogenbosch. Die Saison 2017 bestritt Venus mit seinem neuen Partner Ryan Harrison. Im Mai gelang den beiden in Estoril ihr erster gemeinsamer Titelerfolg. Den größten Erfolg ihrer Karriere feierten sie kurz darauf bei den French Open 2017, als sie als ungesetztes Doppel mit einem Finalsieg gegen Santiago González und Donald Young das Grand-Slam-Turnier gewannen.
Michael Venus spielt seit 2010 für die neuseeländische Davis-Cup-Mannschaft. Für diese trat er in sieben Begegnungen an, wobei er im Einzel eine Bilanz von 8:5 und im Doppel eine von 1:5 aufzuweisen hat.

## Erfolge
| Legende (Anzahl der Siege)      |
| Grand Slam (1)                  |
| ATP World Tour Finals           |
| ATP World Tour Masters 1000 (1) |
| ATP World Tour 500 (7)          |
| ATP World Tour 250 (16)         |
| ATP Challenger Tour (8)         |

| ATP-Titel nach Belag |
| Hartplatz (13)       |
| Sand (8)             |
| Rasen (4)            |

### Doppel

#### Turniersiege

##### ATP World Tour
| Nr. | Datum              | Turnier          | Belag         | Partner       | Finalgegner                           | Ergebnis           |
| --- | ------------------ | ---------------- | ------------- | ------------- | ------------------------------------- | ------------------ |
| 1.  | 23. Mai 2015       | Nizza            | Sand          | Mate Pavić    | Jean-Julien Rojer Horia Tecău         | 7:64, 2:6, [10:8]  |
| 2.  | 16. Januar 2016    | Auckland         | Hartplatz     | Mate Pavić    | Eric Butorac Scott Lipsky             | 7:5, 6:4           |
| 3.  | 7. Februar 2016    | Montpellier      | Hartplatz (i) | Mate Pavić    | Alexander Zverev Mischa Zverev        | 7:5, 7:64          |
| 4.  | 21. Februar 2016   | Marseille (1)    | Hartplatz (i) | Mate Pavić    | Jonathan Erlich Colin Fleming         | 6:2, 6:3           |
| 5.  | 11. Juni 2016      | ’s-Hertogenbosch | Rasen         | Mate Pavić    | Dominic Inglot Raven Klaasen          | 3:6, 6:3, [11:9]   |
| 6.  | 7. Mai 2017        | Estoril          | Sand          | Ryan Harrison | David Marrero Tommy Robredo           | 7:5, 6:2           |
| 7.  | 10. Juni 2017      | French Open      | Sand          | Ryan Harrison | Santiago González Donald Young        | 7:65, 6:74, 6:3    |
| 8.  | 25. Februar 2018   | Marseille (2)    | Hartplatz (i) | Raven Klaasen | Marcus Daniell Dominic Inglot         | 6:72, 6:3, [10:4]  |
| 9.  | 23. Juni 2019      | Halle            | Rasen         | Raven Klaasen | Łukasz Kubot Marcelo Melo             | 4:6, 6:3, [10:4]   |
| 10. | 4. August 2019     | Washington, D.C. | Hartplatz     | Raven Klaasen | Jean-Julien Rojer Horia Tecău         | 3:6, 6:3, [10:2]   |
| 11. | 29. Februar 2020   | Dubai (1)        | Hartplatz     | John Peers    | Raven Klaasen Oliver Marach           | 6:3, 6:2           |
| 12. | 27. September 2020 | Hamburg (1)      | Sand          | John Peers    | Ivan Dodig Mate Pavić                 | 6:3, 6:4           |
| 13. | 25. Oktober 2020   | Antwerpen        | Hartplatz (i) | John Peers    | Rohan Bopanna Matwé Middelkoop        | 6:3, 6:4           |
| 14. | 22. Mai 2021       | Genf (1)         | Sand          | John Peers    | Simone Bolelli Máximo González        | 6:2, 7:5           |
| 15. | 18. Juli 2021      | Hamburg (2)      | Sand          | Tim Pütz      | Kevin Krawietz Horia Tecău            | 6:3, 6:73, [10:8]  |
| 16. | 7. November 2021   | Paris            | Hartplatz (i) | Tim Pütz      | Pierre-Hugues Herbert Nicolas Mahut   | 6:3, 6:74, [11:9]  |
| 17. | 26. Februar 2022   | Dubai (2)        | Hartplatz     | Tim Pütz      | Nikola Mektić Mate Pavić              | 6:3, 6:75, [16:14] |
| 18. | 12. Februar 2023   | Dallas           | Hartplatz (i) | Jamie Murray  | Nathaniel Lammons Jackson Withrow     | 1:6, 7:64, [10:7]  |
| 19. | 22. April 2023     | Banja Luka       | Sand          | Jamie Murray  | Francisco Cabral Alexander Nedowessow | 7:5, 6:2           |
| 20. | 27. Mai 2023       | Genf (2)         | Sand          | Jamie Murray  | Marcel Granollers Horacio Zeballos    | 7:66, 7:63         |
| 21. | 26. September 2023 | Zhuhai           | Hartplatz     | Jamie Murray  | Nathaniel Lammons Jackson Withrow     | 6:4, 6:4           |
| 22. | 24. Februar 2024   | Doha             | Hartplatz     | Jamie Murray  | Lorenzo Musetti Lorenzo Sonego        | 7:60, 2:6, [10:8]  |
| 23. | 23. Juni 2024      | London           | Rasen         | Neal Skupski  | Taylor Fritz Karen Chatschanow        | 4:6, 7:65, [10:8]  |
| 24. | 28. Juni 2024      | Eastbourne       | Rasen         | Neal Skupski  | Matthew Ebden John Peers              | 4:6, 7:62, [11:9]  |
| 25. | 11. Januar 2025    | Auckland         | Hartplatz     | Nikola Mektić | Christian Harrison Rajeev Ram         | kampflos           |

##### ATP Challenger Tour
| Nr. | Datum             | Turnier    | Belag     | Partner        | Finalgegner                           | Ergebnis          |
| --- | ----------------- | ---------- | --------- | -------------- | ------------------------------------- | ----------------- |
| 1.  | 6. Juli 2013      | Winnetka   | Hartplatz | Yuki Bhambri   | Somdev Devvarman Jack Sock            | 2:6, 6:2, [10:8]  |
| 2.  | 21. Juli 2013     | Binghamton | Hartplatz | Bradley Klahn  | Adam Feeney John-Patrick Smith        | 6:3, 6:4          |
| 3.  | 16. November 2013 | Yokohama   | Hartplatz | Bradley Klahn  | Sanchai Ratiwatana Sonchat Ratiwatana | 7:5, 6:1          |
| 4.  | 8. Februar 2014   | Chennai    | Hartplatz | Yuki Bhambri   | N. Sriram Balaji Blaž Rola            | 6:4, 7:63         |
| 5.  | 27. April 2014    | Savannah   | Sand      | Ilija Bozoljac | Facundo Bagnis Alex Bogomolow         | 7:5, 6:2          |
| 6.  | 13. Juni 2014     | Nottingham | Rasen     | Rameez Junaid  | Ruben Bemelmans Gō Soeda              | 4:6, 7:61, [10:6] |
| 7.  | 5. April 2015     | Raʿanana   | Hartplatz | Mate Pavić     | Rameez Junaid Adil Shamasdin          | 6:1, 6:4          |
| 8.  | 18. April 2015    | Mersin     | Sand      | Mate Pavić     | Riccardo Ghedin Ramkumar Ramanathan   | 5:7, 6:3, [10:4]  |

#### Finalteilnahmen
| Nr. | Datum              | Turnier          | Belag         | Partner          | Finalgegner                           | Ergebnis                 |
| --- | ------------------ | ---------------- | ------------- | ---------------- | ------------------------------------- | ------------------------ |
| 1.  | 26. Juli 2015      | Bogotá           | Hartplatz     | Mate Pavić       | Édouard Roger-Vasselin Radek Štěpánek | 5:7, 3:6                 |
| 2.  | 25. Oktober 2015   | Stockholm (1)    | Hartplatz (i) | Mate Pavić       | Nicholas Monroe Jack Sock             | 5:7, 2:6                 |
| 3.  | 21. Mai 2016       | Nizza            | Sand          | Mate Pavić       | Juan Sebastián Cabal Robert Farah     | 6:4, 4:6, [8:10]         |
| 4.  | 24. Juli 2016      | Gstaad           | Sand          | Mate Pavić       | Julio Peralta Horacio Zeballos        | 6:72, 2:6                |
| 5.  | 25. September 2016 | Metz             | Hartplatz (i) | Mate Pavić       | Julio Peralta Horacio Zeballos        | 3:6, 6:74                |
| 6.  | 23. Oktober 2016   | Stockholm (2)    | Hartplatz (i) | Mate Pavić       | Elias Ymer Mikael Ymer                | 1:6, 1:6                 |
| 7.  | 30. Oktober 2016   | Basel            | Hartplatz (i) | Robert Lindstedt | Marcel Granollers Jack Sock           | 3:6, 4:6                 |
| 8.  | 16. Juni 2018      | ’s-Hertogenbosch | Rasen         | Raven Klaasen    | Franko Škugor Dominic Inglot          | 6:73, 5:7                |
| 9.  | 14. Juli 2018      | Wimbledon        | Rasen         | Raven Klaasen    | Mike Bryan Jack Sock                  | 3:6, 7:67, 3:6, 7:5, 5:7 |
| 10. | 12. August 2018    | Toronto          | Hartplatz     | Raven Klaasen    | Henri Kontinen John Peers             | 2:6, 7:67, [6:10]        |
| 11. | 7. Oktober 2018    | Tokio (1)        | Hartplatz     | Raven Klaasen    | Ben McLachlan Jan-Lennard Struff      | 4:6, 5:7                 |
| 12. | 12. Januar 2019    | Auckland         | Hartplatz     | Raven Klaasen    | Ben McLachlan Jan-Lennard Struff      | 6:3, 6:4                 |
| 13. | 19. Mai 2019       | Rom              | Sand          | Raven Klaasen    | Juan Sebastián Cabal Robert Farah     | 1:6, 3:6                 |
| 14. | 17. November 2019  | London           | Hartplatz (i) | Raven Klaasen    | Pierre-Hugues Herbert Nicolas Mahut   | 3:6, 4:6                 |
| 15. | 8. August 2021     | Washington, D.C. | Hartplatz     | Neal Skupski     | Raven Klaasen Ben McLachlan           | 6:74, 4:6                |
| 16. | 12. Juni 2022      | Stuttgart        | Rasen         | Tim Pütz         | Hubert Hurkacz Mate Pavić             | 6:73, 6:75               |
| 17. | 19. Juni 2022      | Halle            | Rasen         | Tim Pütz         | Marcel Granollers Horacio Zeballos    | 4:6, 7:65, [12:14]       |
| 18. | 30. Juli 2022      | Kitzbühel        | Sand          | Tim Pütz         | Pedro Martínez Lorenzo Sonego         | 7:5, 4:6, [8:10]         |
| 19. | 21. August 2022    | Cincinnati (1)   | Hartplatz     | Tim Pütz         | Rajeev Ram Joe Salisbury              | 6:74, 6:75               |
| 20. | 8. Januar 2023     | Adelaide         | Hartplatz     | Jamie Murray     | Lloyd Glasspool Harri Heliövaara      | 3:6, 6:73                |
| 21. | 20. August 2023    | Cincinnati (2)   | Hartplatz     | Jamie Murray     | Máximo González Andrés Molteni        | 6:3, 1:6, [9:11]         |
| 22. | 22. Oktober 2023   | Tokio (2)        | Hartplatz     | Jamie Murray     | Rinky Hijikata Max Purcell            | 4:6, 1:6                 |
| 23. | 27. Oktober 2024   | Wien             | Hartplatz (i) | Neal Skupski     | Alexander Erler Lucas Miedler         | 6:4, 3:6, [1:10]         |
| 24. | 22. Juni 2025      | London           | Rasen         | Nikola Mektić    | Julian Cash Lloyd Glasspool           | 3:6, 7:65, [6:10]        |

### Mixed

#### Finalteilnahmen
| Nr. | Datum             | Turnier     | Belag     | Partnerin        | Finalgegner                        | Ergebnis         |
| --- | ----------------- | ----------- | --------- | ---------------- | ---------------------------------- | ---------------- |
| 1.  | 9. September 2017 | US Open (1) | Hartplatz | Chan Hao-ching   | Martina Hingis Jamie Murray        | 1:6, 6:4, [8:10] |
| 2.  | 8. September 2019 | US Open (2) | Hartplatz | Chan Hao-ching   | Bethanie Mattek-Sands Jamie Murray | 2:6, 3:6         |
| 3.  | 8. Juni 2023      | French Open | Sand      | Bianca Andreescu | Miyu Katō Tim Pütz                 | 6:4, 4:6, [6:10] |

## Abschneiden bei Grand-Slam-Turnieren

### Doppel
| Turnier         | 2014 | 2015 | 2016 | 2017 | 2018 | 2019 | 2020 | 2021 | 2022 | 2023 | 2024 | 2025 | Karriere |
| --------------- | ---- | ---- | ---- | ---- | ---- | ---- | ---- | ---- | ---- | ---- | ---- | ---- | -------- |
| Australian Open | AF   | AF   | 1    | 2    | 1    | VF   | AF   | AF   | VF   | 2    | 1    | 1    | VF       |
| French Open     | 1    | 1    | 1    | S    | AF   | 1    | 2    | 2    | AF   | AF   | 2    | 2    | S        |
| Wimbledon       | 1    | AF   | AF   | VF   | F    | HF   |      | 1    | 1    | VF   | HF   | 2    | F        |
| US Open         | AF   | 2    | 2    | 1    | 2    | 2    | AF   | 1    | AF   | 2    | VF   |      | VF       |

Zeichenerklärung: S = Turniersieg; F, HF, VF, AF = Einzug ins Finale / Halbfinale / Viertelfinale / Achtelfinale; 1, 2, 3 = Ausscheiden in der 1. / 2. / 3. Hauptrunde; Q1, Q2, Q3 = Ausscheiden in der 1. / 2. / 3. Qualifikationsrunde; nicht ausgetragen

### Mixed
| Turnier         | 2014 | 2015 | 2016 | 2017 | 2018 | 2019 | 2020 | 2021 | 2022 | 2023 | 2024 | 2025 | Karriere |
| --------------- | ---- | ---- | ---- | ---- | ---- | ---- | ---- | ---- | ---- | ---- | ---- | ---- | -------- |
| Australian Open | —    | —    | —    | 1    | AF   | 1    | AF   | 1    | VF   | 1    | AF   | HF   | HF       |
| French Open     | —    | —    | —    | AF   | 1    | 1    |      | —    | —    | F    | VF   | AF   | F        |
| Wimbledon       | 1    | AF   | 1    | AF   | HF   | 2    |      | 2    | 1    | —    | HF   | 1    | HF       |
| US Open         | —    | —    | —    | F    | AF   | F    |      | 1    | AF   | —    | 1    |      | F        |